# غرانفيل هينتون
غرانفيل هينتون (بالإنجليزية: Granville Hinton)‏ هو سياسي أمريكي، ولد في 10 فبراير 1929 في سافانا في الولايات المتحدة، وتوفي في 27 أبريل 1996. نشط حزبياً في الحزب الجمهوري. وقد انتخب عضو مجلس نواب تينيسي.